# Joseba Arriaga
Joseba Arriaga Dosantos, más conocido como Arriaga (Ermua, España, 28 de julio de 1982), es un exfutbolista español. Jugaba como delantero y su último equipo fue la SD Amorebieta, equipo de la Segunda División B. 
Fue internacional sub-21 en ocho ocasiones, marcando dos goles. En su ciudad natal existe una peña que lleva su nombre, Peña ermuarra Joseba Arriaga.

## Inicios
Empezó jugando al fútbol en su pueblo natal de Ermua, muy pronto a la edad de 15 años, ficharía por el Athletic Club cadete A. Luego pasaría por las categorías inferiores, jugando en el Juvenil B y Juvenil A, hasta llegar al CD Basconia tercer filial bilbaíno.

### CD Basconia
En la temporada 2000-2001 jugó en el Basconia de la Tercera División, disputando 38 partidos de liga y anotando 15 goles, convirtiéndose en el tercer máximo goleador de la historia del club.

### Bilbao Athletic
En la temporada 2001-2002 pasó al Bilbao Athletic de la Segunda División B, donde disputó 30 partidos de liga y anotó 15 goles, en 2002-2003 tuvo ficha con el filial bilbaíno pero no disputó ningún partido de liga debido a que jugó con el primer equipo.

### Debut en el Athletic
Debutó con el Athletic Club, el 26 de julio de 2002 de la mano del entrenador alemán Jupp Heynckes en un amistoso disputado en Basauri, entre el CD Basconia y el Athletic, Arriaga entró al campo en el minuto 70 de partido sustituyendo al mítico Julen Guerrero, el resultado del partido final fue de 0-4 para el Athletic.

### Debut en Primera División
Su debut en Primera División fue, el 1 de septiembre de 2002, en la primera jornada de liga que enfrentó al clásico derbi vasco en Anoeta a la Real Sociedad con el Athletic Club, Arriaga fue titular disputando todo el partido, que terminó con el resultado de 4-2 a favor de los donostiarras.

### Temporada 2002-2003
En la temporada 2002-2003, Arriaga disputó 41 partidos con el Athletic, 11 amistosos. Entre ellos el que disputó en el Reebok Stadium frente al Bolton Wanderers anotando Arriaga el único gol del partido en el minuto 57 de partido, el partido final fue de Bolton Wanderers 0-1 Athletic Club, También disputaría otro amistoso en el Goodison Park frente al Everton, con el resultado de Everton 0-1 Athletic, al término del partido Arriaga se intercambió la camiseta con Wayne Rooney. Arriaga disputó 28 partidos de liga, entre ellos el que enfrentó al Athletic en San Mamés frente al Barça, con el 0 a 2 para los catalanes. Su último partido de la temporada fue en la jornada 38 en el Estadio Santiago Bernabéu, frente al Real Madrid con polémica en el partido ya que Arriaga entró en el campo en el minuto 69 de partido sustituyendo a Joseba Etxeberria, a Arriaga se le anuló un gol en el minuto 84 por un fuera de juego que no era, al término del partido Arriaga hizo intercambio de camiseta con el capitán del Real Madrid Raúl. Disputó 2 partidos de Copa del Rey frente al Amurrio Club y Real Unión de Irún. Arriaga marcó su primer gol en liga, único en esta temporada en el Estadio Reyno de Navarra frente al Club Atlético Osasuna en la jornada 32 de liga, el partido final fue de C.A.T.Osasuna 1-5 Athletic, Arriaga que disputó todo el partido hizo el 0-4 en el minuto 64 de partido, en el minuto 90 sería sustituido por Luis Prieto.

### Temporada 2003-2004
Joseba Arriaga disputó 32 partidos con el Athletic 7 amistosos, entre ellos el que disputó en Zuiderpar Stadion en el partido que enfrentó al ADO Den Haag holandés con el Athletic de Bilbao con el resultado de ADO Den Haag 2-7 Athletic Club, Arriaga hizo el 5 gol bilbaíno en el minuto 64 de partido. En liga disputó 14 partidos, anotando 2 goles ambos en el partido que enfrentó en la jornada 38 de liga en el Estadio de San Mamés al Athletic con el Atlético de Madrid con el resultado de 3-4 para el club colchonero, Arriaga anotó en 2-3 y el 3-4 para el Athletic.

### Temporada 2004-2005
En la temporada 2004-2005, Arriaga disputó 8 partidos amistosos entre los que marcó en el Lenstra Stadium frente al SC Heerenveen en el partido disputado en tierras holandesas y que ganaría el Athletic 1-2, marcaría en el partido disputado en Sarriena frente a la SD Leioa, Arriaga hizo el 0-2 para el Athletic, en un partido que finalizaría con el resultado de 0-5 a favor del Ath.Bilbao con 3 goles de Julen Guerrero y uno de Aritz Solabarrieta.
En esta temporada también disputó 3 partidos de Copa del Rey frente a la Gimnástica Segoviana, Úbeda CF, y UD Lanzarote, anotando un gol en el Estadio Municipal de San Miguel frente al Úbeda, con el resultado final de Úbeda CF 2-4 Athletic, haciendo Arriaga el tercer gol para el club bilbaíno. También disputó 3 partidos de Copa de la UEFA, el primero de ellos en el Estadio Huseyin Avni Aker frente al Trabzonspor turco con el resultado de 3-2 para el equipo de Turquía, luego disputaría 2 partidos más en San Mamés uno frente al Trabzonspor y frente al Parma Football Club italiano. También disputó 14 partidos de liga sin anotar ningún gol.

### SD Eibar
En la temporada 2005-2006, disputó un partido de la Copa Intertoto frente al Ecomax Cluj, luego sería cedido por el Athletic a la SD Eibar de la Segunda División de España, donde disputó 28 partidos de liga y anotó 1 gol.

### UD Las Palmas
En la temporada 2006-2007 ficha por la Unión Deportiva Las Palmas de la Segunda División donde juega 32 partidos de liga anotando solamente un gol frente al CD Castellón, también disputó 2 partidos de Copa del Rey.

### Real Jaén
En la temporada 2007-2008 deja la Unión Deportiva Las Palmas y ficha por el club andaluz del Real Jaén de la Segunda División B, Arriaga llega en el mercado de invierno y se convierte en un gran ídolo para la afición jienense por lo que renueva por dos temporadas más, en el Jaén disputa 26 partidos de liga y anota 5 goles, su primer gol con la camiseta del Real Jaén lo consigue en la jornada 16 del campeonato de liga de la Segunda División B y de que manera, fue en el Estadio Municipal de Linarejos frente al Club Deportivo Linares en el partido que terminó con el resultado de 0-1 a favor del R.Jaén el gol de Arriaga hizo que el Jaén ganara perdiera así su maleficio de 30 años sin ganar al Linares en Linarejos, Arriaga consiguió el único gol del partido en el minuto 3 de la primera parte y en el minuto uno provocó un penalti que falló Íñigo Ros. En la temporada 2008-2009 Arriaga logró doce goles, su mejor marca personal.

### Cádiz C. F.
El 1 de julio de 2009 se anuncia su fichaje por el equipo gaditano, siendo presentado al día siguiente tras el pago de su cláusula de rescisión.

### Deportivo Alavés
En enero de 2010 el club cadista lo cede, durante la mitad de la temporada al Deportivo Alavés, donde termina siendo el máximo realizador del club con 8 goles.

### Asociación Deportiva Ceuta
En la temporada 2010 - 2011 ficha por AD Ceuta, de la Segunda División B, con la aspiración de ascender de categoría. Apenas tuvo oportunidades por lo que no logró ningún gol.

### Club Deportivo Guadalajara
En julio de 2011 ficha por el CD Guadalajara, equipo recién ascendido a la Liga Adelante.

### Club Gimnàstic de Tarragona
Tras llegar en verano de 2012, el jugador disputa en el equipo tarraconense 11 partidos, anotando 1 gol en el Grupo 3 de Segunda División B, hasta rescindir en el mercado de invierno.

### Barakaldo Club de Fútbol
En enero de 2013 rescinde con la Gimnàstic y se convierte en refuerzo hasta el final de la temporada del Barakaldo. Continuó una temporada más en el equipo aurinegro logrando una decena de goles. 

### SD Amorebieta
En 2014 se incorpora a la SD Amorebieta, equipo en el cual se retiraría tras acabar la temporada 2017-18. También pasó por las filas del Real Unión entre 2016 y 2017.

### Selección del País Vasco
También ha sido Internacional con selección de fútbol del País Vasco, disputando 2 partidos en los que fue titular y jugando los 90 minutos:
- 20-06-2007 Amistoso Venezuela 3-4 Euskadi en el Polideportivo de Pueblo Nuevo.
- 29-12-2007 Amistoso Euskal Herria 1-1 Cataluña en el Estadio San Mamés

## Clubes
| Club                          | País   | Año       |
| ----------------------------- | ------ | --------- |
| CD Basconia                   | España | 2000-2001 |
| Bilbao Athletic               | España | 2001-2002 |
| Athletic Club                 | España | 2002-2005 |
| SD Eibar                      | España | 2005-2006 |
| Athletic Club                 | España | 2006      |
| UD Las Palmas                 | España | 2006-2007 |
| Real Jaén                     | España | 2007-2009 |
| Cádiz C. F.                   | España | 2009      |
| Deportivo Alavés              | España | 2010      |
| AD Ceuta                      | España | 2010-2011 |
| CD Guadalajara                | España | 2011-2012 |
| Club Gimnàstic de Tarragona   | España | 2012      |
| Barakaldo Club de Fútbol      | España | 2013-2014 |
| Sociedad Deportiva Amorebieta | España | 2014-2016 |
| Real Unión Club               | España | 2016-2017 |
| Sociedad Deportiva Amorebieta | España | 2018      |

## Palmarés
| Título                                  | Club         | País   | Año  |
| --------------------------------------- | ------------ | ------ | ---- |
| Copa Real Federación Española de Fútbol | Real Jaén CF | España | 2009 |